# 타르굼

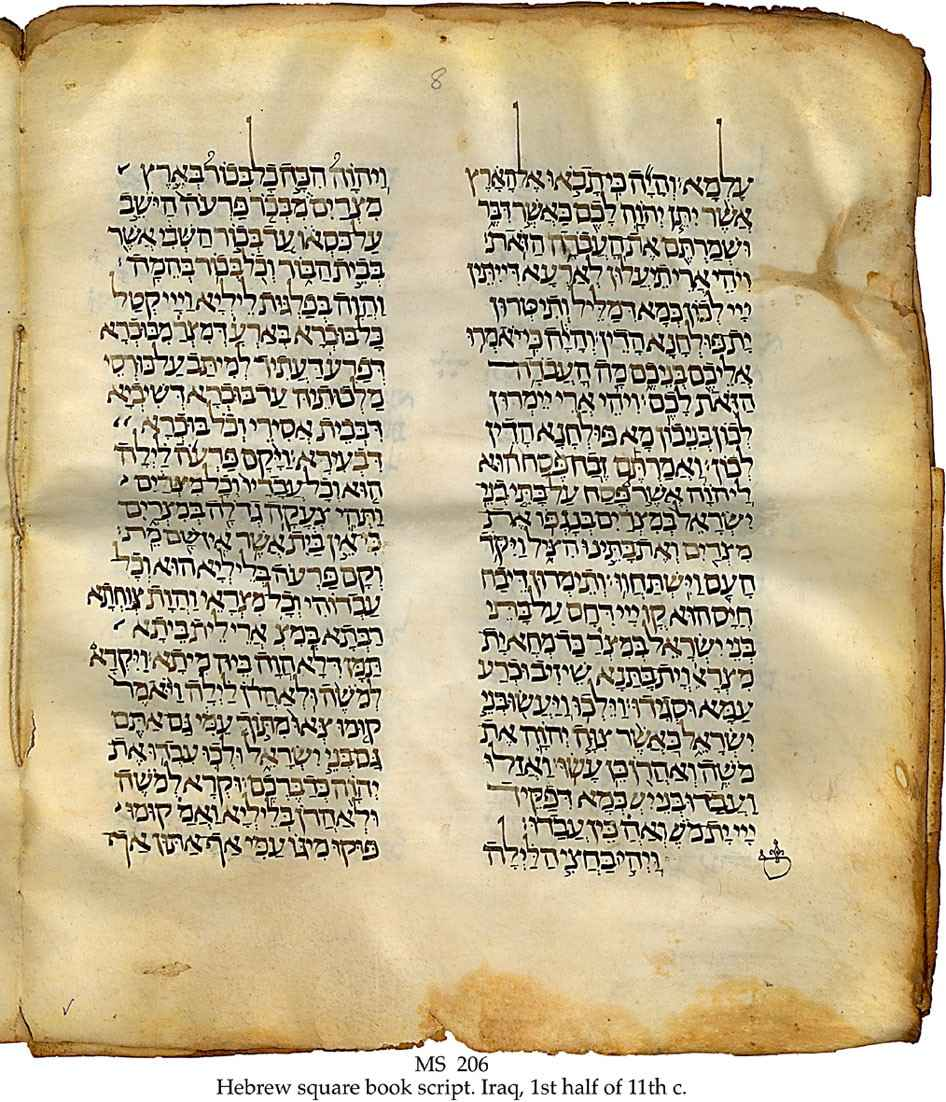
타르굼 주석이 수록된 11세기 히브리어 성경

타르굼(히브리어: תרגום, targum)은 좁은 의미로는 히브리어로 씌어진 구약성서를 아람어로 번역한 것을 말한다. 당시의 성서 주석을 중심으로 한 미드라쉬와 달리, 타르굼은 바빌론 유수 이후 곳곳에 생겨나기 시작한 유대교 회당에서 예배를 드릴 때,사용되던 번역서였다.

성서 히브리어로 쓰여진 구약성서를 이해할 수 없게 되자, 유대교에서조차 성서를 당시의 언어인 아람어로 재해석하게 되었다. 당시에 쓰이던 미쉬나 히브리어나 쿰란에서 발견된 히브리어는 고전 히브리어와 매우 달랐다. 따라서 유대교 회당에서 어렵거나 이해하기 힘든 고전 히브리어 구절을 단순히 아람어로 번역, 통역하는 것만으로는 성서를 이해하기에 충분치 않았다. 이제 성서는 ‘해석’ 또는 ‘설명’되어야만 했다. 타르굼은 성서 본문에 전통적인 해석을 제공하여 당시 유대인들이 이해할 수 있게 하며 그들의 생활에 실제적인 결론을 이끌어 내도록 유도하는 주석서였다.

## 같이 보기
- 전도서

## 참조
1. ↑  https://www.bskorea.or.kr/data/pdf/18-02%20%ED%83%80%EB%A5%B4%EA%B5%BC%20%EC%95%84%EB%9E%8C%EC%96%B4%20%EC%84%B1%EC%84%9C%20%EB%B2%88%EC%97%AD%EC%9D%98%20%ED%8A%B9%EC%A7%95%20(%EB%B0%B0%EC%B2%A0%ED%98%84)%20doi.pdf 타르굼 아람어 성서 번역의 특징
2. ↑  E. Y. Kutscher, Studies in Galiean Aramaic (Ramat-Gan: Bar-Ilan University, 1976), 24.